# Cantó de Morez
El cantó de Morez és un cantó francès del departament del Jura, situat al districte de Saint-Claude. Té 9 municipis i el cap és Morez.

## Municipis
- Bellefontaine
- Bois-d'Amont
- Lézat
- Longchaumois
- Morbier
- Morez
- La Mouille
- Prémanon
- Les Rousses

## Història
| Data d'elecció                           | Identitat                 | Partit                        | Qualitat |
| ---------------------------------------- | ------------------------- | ----------------------------- | -------- |
| 1945-1949                                | Louis Paget               | SFIO                          |          |
| 1949-1961                                | Maxime Grenier            | RGR, després divers droite    |          |
| 1961-1973                                | M. Prost                  | Centrista, després CDP        |          |
| 1973-1985                                | M. Grenier                | Divers droite, després UDF-PR |          |
| 1985-1992                                | Jean-Louis Crestin-Billet | Divers droite                 |          |
| 1992-1998                                | Roland Carminati          | RPR                           |          |
| 1998-2004                                | Jean-Paul Salino          | RPR                           |          |
| 2004-                                    | François Godin            | PR                            |          |
| les dades anteriors no són pas conegudes |                           |                               |          |
|                                          |                           |                               |          |